# Low Head
Low Head – miasto w Australii, w północnej części Tasmanii.